# Sinobambusa solearis
Sinobambusa solearis är en gräsart som först beskrevs av Mcclure, och fick sitt nu gällande namn av To Quyen Nguyen. Sinobambusa solearis ingår i släktet Sinobambusa och familjen gräs. Inga underarter finns listade i Catalogue of Life.